# ダーシー・トムソン

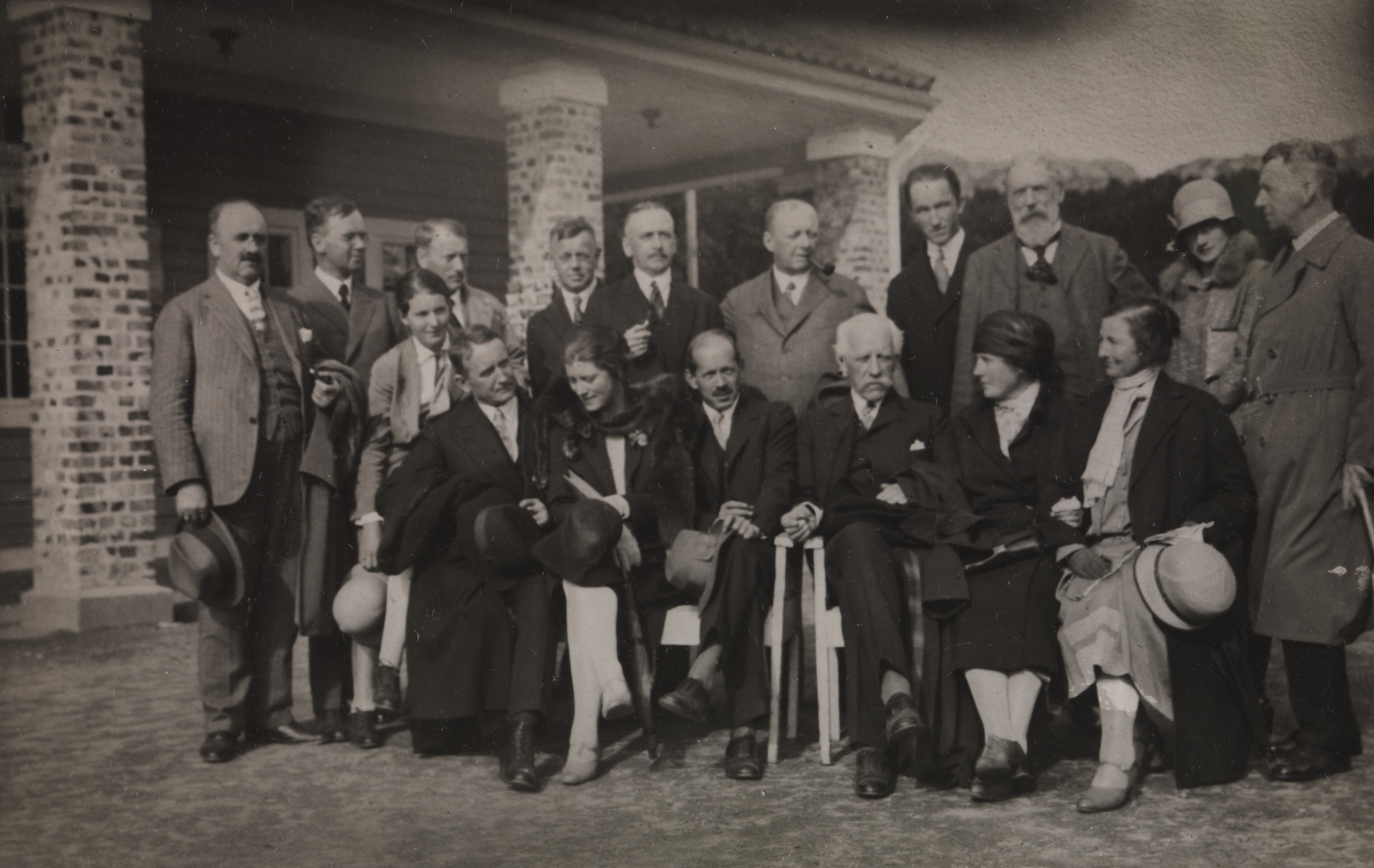
ダーシー・トムソンは後列右から3人目のひげの人物

ダーシー・トムソン　または　ダーシー・トンプソン（Sir D'Arcy Wentworth Thompson CB FRS FRSE、1860年5月2日 - 1948年6月21日）は、スコットランドの生物学者である。著作、"On Growth and Form"（邦題、『生物のかたち』）の著者として知られる。

## 略歴
エディンバラに生まれた。同名の父親（D'Arcy Wentworth Thompson :1829–1902）インデペンデント・スクールのエディンバラ・アカデミーの古典の教師、アイルランド国立大学ゴールウェイ校のギリシャ語の教授を務めた人物である。母親はダーシーが生まれた9日後に没し、獣医の母方の祖父の家で育った。おじには有名な外科医、サンプソン・ギャムジー（Sampson Gamgee）がいる。
エディンバラ・アカデミーで学んだ後、1878年からエディンバラ大学で医学を学んだ。2年後、ケンブリッジ大学のトリニティカレッジに移り、動物学を学んだ。苦しい学生生活をおくるが、後に奨学金を受けた。学資を得るためもあって、ヘルマン・ミューラーの植物の受精に関する著作を翻訳し、チャールズ・ダーウィンの紹介で1883年に出版された。後にこの時、フォッケ（Wilhelm Olbers Focke）の花の交配に関する著書を翻訳していれば、（まだ知られていなかった）メンデルの遺伝の法則を20年早く見つけていただろうと回想している。1883年に自然科学の学位（BS）を取得した。
1884年まで、ケンブリッジ大学で助手(Junior Demonstrator)を務めた後、ダンディー大学の生物学の教授となった。ダンディー大学では研究・教育のために動物学博物館を作り、これは現在D'Arcy Thompson Zoology Museumという名前になっている。
1896年と1897年にアシカ類の捕獲による資源減少の国際的調査のイギリス代表となり、ベーリング海峡を調査しウミガメやクジラの絶滅をも警告する報告書を書き、種保護の法律作成の実現に貢献した。スコットランド漁業委員会の科学顧問となり、後に海洋探査国際評議会のイギリス代表も務めた。
同時に、北極圏の動物の貴重な標本を収集し、ダンディー大学の動物学博物館を充実させた。
1917年にセント・アンドルーズ大学の博物学の教授となり、その後没するまでその地位にあった。1918年に伝統のある王立研究所のクリスマス・レクチャーの講師に選ばれ海洋の魚類について講演した。
1916年に王立協会フェローに選ばれ、1937年にSirの称号を得た。1938年にロンドン・リンネ協会のリンネ・メダル、1946年にダーウィン・メダルを受賞した。"On Growth and Form"の出版により1942年にアメリカ国立科学アカデミーのDaniel Giraud Elliot Medalを受賞した。1885年にエジンバラ王立協会のフェローに選ばれ、1934年から1939年まで会長も務めた。

## 著作について

魚の形態

爬虫類の頭部形状

### アリストテレスの『動物誌』
1910年にアリストテレスの『動物誌』の翻訳を出版した。『動物誌』の英訳本はテイラー（Thomas Taylor:1809)やクロスウエル（Richard Cresswell:1862)によるものがあったが、ギリシャ語の知識と動物学の知識の不足から不完全なものであった。トムソンの『動物誌』の翻訳はArmand Leroiらによって賞賛された
。

### On Growth and Form（『生物のかたち』)
最も有名な著作、"On Growth and Form"は植物や動物の構造や形が形成される過程を科学的に解明する道を開いたとされる書籍である。1915年に執筆され、第一次世界大戦による遅れや、見直しが行われ1917年に出版された。数多くの実例をひいて、生物学的形態と機械的な現象との間の関連を指摘した。たとえば、クラゲの形態と粘性流体に落ちた液滴の形態の類似性や、鳥の中空骨の内部支持構造と構造力学のトラスの設計との類似性、生物の構造とフィボナッチ数列との関係が論じられた。

## 著作
- 1885. A bibliography of Protozoa, sponges, Coelenterata, and worms, including also the Polyzoa, Brachiopoda, and Tunicata, for the years 1861-1883. Cambridge University Press.
- 1895. Glossary of Greek birds. Oxford University Press.
- 1897. "Report by Professor D'Arcy Thompson on his mission to the Behring Sea in 1896." Her Majesty's Stationery Office.
- 1910. Aristotle's The History of Animals (translation).
- 1913. On Aristotle as a biologist with a prooemion on Herbert Spencer. Oxford University Press. Being the Herbert Spencer lecture delivered before the University of Oxford, 14 February 1913.
- 1917. On Growth and Form. Cambridge University Press.

(邦訳）『生物のかたち』 (UP選書 (121))ダーシー・トムソン (著), 柳田 友道　他 (翻訳)、東京大学出版会 (1973/01)ISBN 978-4130060219
- 1940. Science and the Classics, Oxford University Press, 264 pp.
- 1947. Glossary of Greek Fishes.